# نادي فياريال
نادي فياريال لكرة القدم (بالإسبانية: Villarreal Club de Fútbol, S.A.D.) ويعرف اختصاراً باسم نادي فياريال (بالإسبانية: Villarreal CF) هو نادي كرة قدم إسباني، تأسس في 10 مارس 1923. يقع مقره من مدينة فياريال في منطقة بلنسية في إسبانيا، يعد القطب الثاني في منطقة بلنسية بعد نادي فالنسيا. يلعب حالياًِ الفريق في الدوري الإسباني (الدرجة الممتازة).
محلياً، استطاع كذلك تحقيق الوصيف في منافسة الدوري الإسباني في لموسم 2007–08، لكنه لم يحقق أي بطولات محلية أخرى. أما قارياً، فقد حقق بطولة كأس إنترتوتو في مناسبتين (2003 و2004) وحقق كذلك لقب الدوري الأوروبي في موسم 2020–21. كذلك استطاع الوصول لنصف نهائي دوري أبطال أوروبا في موسمي 2005–06 و‌2021–22.

## تاريخ النادي
تأسس النادي في 10 مارس 1923 ، ولعبت أول مباراة رسمية في أكتوبر من نفس العام ضد نادي ريد واي ستار دي كاستيلون المجاور. لعب النادي في البداية في الدوري الإقليمي. في هذا الدوري الإقليمي 1A ، أصبح إف سي فياريال بطلًا إسبانيًا للهواة في موسم 1935/36. ثم استقرت كرة القدم خلال الحرب الأهلية الإسبانية بين يوليو 1936 وأبريل 1939. بسبب المشاكل الاقتصادية والرياضية ، اختفى النادي من المشهد لسنوات عديدة. فقط في موسم 1950/51 ، لعب فياريال مرة أخرى في دوري المنطقة 1A. 1955/56 صعد النادي إلى الدرجة الثالثة بعد فوزه في مباريات الهبوط. لم يهبط النادي حتى موسم 1960/61 وبعد خمس سنوات تمت ترقيته مرة أخرى. في نهاية موسم 1969/70 ، صعد النادي إلى الدرجة الثانية للمرة الأولى. هبط النادي عدة مرات إلى الدوري الإقليمي قبل أن يتم ترقيته إلى الدوري الأعلى التالي ، الدرجة الثانية أ ، في 1991/92. في موسم 1997/98 ، نجحت أول ترقية إلى الدرجة الأولى. في مباراة الهبوط الحاسمة ضد SD Compostela ، انتصر Villarreal CF بفضل المزيد من الأهداف المسجلة خارج الديار. بعد عام ، نزل النادي مرة أخرى وتمكن من الظهور مرة أخرى في 1999/2000.
في السنوات القليلة الأولى ، ينتهي بك الأمر عادة في منتصف الطاولة. مع لاعبي أمريكا الجنوبية الدوليين ، حقق النادي نجاحات طفيفة في كأس الاتحاد الأوروبي لكرة القدم Intertoto. تأهل فياريال لكأس الاتحاد الأوروبي لكرة القدم عبر كأس إنترتوتو عامي 2003 و 2004 ، ووصل إلى نصف النهائي هناك في 2003/2004 ، وخسر أمام غريمه المحلي إف سي فالنسيا ، الذي فاز بالكأس. أنهى النادي موسم 2004/05 في المركز الثالث في دوري الدرجة الأولى وتأهل إلى دوري أبطال أوروبا UEFA لأول مرة بفوزين 2-1 على ممثلي الإنجليز إف سي إيفرتون. هناك ، تحقق أكبر نجاح في تاريخ النادي بالوصول إلى نصف النهائي. المنافسون في دور المجموعات هم مانشستر يونايتد ، بنفيكا لشبونة و OSC Lille ، فيما بعد تم إقصاء جلاسجو رينجرز وإنتر ميلان. في نصف النهائي ، خسر الفريق أمام أرسنال بعد فشله في التسجيل على أرضه في مباراة الإياب بعد خسارته 1-0 في مباراة الذهاب. في موسم 2007/2008 ، حقق نادي فياريال أفضل ترتيب له على الإطلاق في الدرجة الأولى ، حيث احتل المركز الثاني خلف ريال مدريد ، وبالتالي تأهل مرة أخرى لدوري أبطال أوروبا. هناك اعتزلت في الموسم التالي في ربع النهائي مرة أخرى ضد أرسنال. في موسم 2010/11 ، قضى فياريال على SSC Napoli و Bayer 04 Leverkusen و Twente Enschede في مراحل خروج المغلوب من الدوري الأوروبي وخسر فقط في الدور نصف النهائي أمام ممثل البرتغال FC Porto.
في موسم 2011/12 ، هبط نادي فياريال إلى الدرجة الثانية بعد الهزيمة 1-0 في المباراة الأخيرة على أرضه أمام أتلتيكو مدريد. في موسم 2012/2013 ، تمت ترقيتهم مرة أخرى على الفور. [1] في الموسم الأول بعد الترقية ، تم تحقيق المركز السادس ، وهو ما يعادل المشاركة في تصفيات الدوري الأوروبي 2014/15 ، والتي انتصر فيها بثقة على نادي FK Astana الكازاخستاني. فياريال لعب معها في دور المجموعات. وكان خصوم المجموعة هم بوروسيا مونشنغلادباخ من ألمانيا ، وإف سي زيورخ من سويسرا وأبولون ليماسول من قبرص. في النهاية ، وصل فياريال إلى ربع النهائي ، حيث خسر أمام إشبيلية. لموسم 2020/21 ، تولى أوناي إيمري تدريب نادي فياريال. حصل على عقد لمدة ثلاث سنوات حتى 30 يونيو 2023. تم صنع تاريخ النادي في ذلك الموسم بالفوز بالدوري الأوروبي بفوزه على مانشستر يونايتد في النهائي ، وهو أول لقب رئيسي للنادي.

## الملعب
ملعب لا سيراميكا أو ملعب السيراميك (بالإسبانية: Estadio de la Cerámica) هو ملعب متعدد الاستخدام يقع في فياريال غالبا ما يُستخدم لمباريات كرة القدم. يسع الملعب لجلوس 25،000 متفرج. ويعتبر الملعبَ الرسمي لفريق فياريال.

## إنجازات الفريق

### المحلية
- الدوري الإسباني
  - الوصافة (1): 2007–08

### القارية
- الدوري الأوروبي
  - البطل (1): 2020–21
- كأس السوبر الأوروبي
  - الوصافة (1): 2021
- دوري أبطال أوروبا
  - نصف النهائي (2): 2005-06|2021*2022
- كأس إنترتوتو
  - البطل (2): 2003، 2004.

## تشكيلة الفريق

### التشكيلة الحالية
آخر تحديث 26 مارس 2023.
ملاحظة: تشير الأعلام إلى المنتخب بحسب قواعد الأهلية المعتمدة من قبل الفيفا؛ تنطبق بعض الاستثناءات المحدودة. وقد يحمل اللاعبون أكثر من جنسية لا تعترف بها الفيفا.
| الرقم | البلد     | المركز | اللاعب              |
| ----- | --------- | ------ | ------------------- |
| 1     | إسبانيا   | حارس   | بيبي رينا           |
| 2     | إسبانيا   | مدافع  | كيكو فيمينيا        |
| 3     | إسبانيا   | مدافع  | راؤول ألبيول (C)    |
| 4     | إسبانيا   | مدافع  | باو توريس           |
| 5     | إسبانيا   | مدافع  | خورخي كوينكا        |
| 6     | فرنسا     | وسط    | إتيان كابو          |
| 7     | إسبانيا   | مهاجم  | جيرارد مورينو       |
| 8     | الأرجنتين | مدافع  | خوان فويث           |
| 10    | إسبانيا   | وسط    | داني باريخو         |
| 11    | نيجيريا   | مهاجم  | صامويل تشوكويزي     |
| 12    | كولومبيا  | مدافع  | يوهان موخيكا        |
| 14    | إسبانيا   | وسط    | مانو تريغيروس (V.C) |

| الرقم | البلد     | المركز | اللاعب                                     |
| ----- | --------- | ------ | ------------------------------------------ |
| 15    | السنغال   | مهاجم  | نيكولاس جاكسون                             |
| 16    | إسبانيا   | وسط    | ألكس باينا                                 |
| 17    | الأرجنتين | وسط    | جيوفاني لو سيلسو (معار من توتنهام هوتسبير) |
| 18    | إسبانيا   | مدافع  | ألبرتو مورينو                              |
| 19    | فرنسا     | وسط    | فرانسيس كوكلين                             |
| 21    | إسبانيا   | وسط    | يريمي بينو                                 |
| 22    | إسبانيا   | مهاجم  | خوسيه لويس موراليس نوغاليس                 |
| 23    | الجزائر   | مدافع  | عيسى ماندي                                 |
| 24    | إسبانيا   | مدافع  | ألفونسو بيدرازا                            |
| 35    | الدنمارك  | حارس   | فيليب يورجنسن                              |
| 39    | إسبانيا   | وسط    | رامون تيراتس (معار من جيرونا)              |

### لاعبون آخرون
ملاحظة: تشير الأعلام إلى المنتخب بحسب قواعد الأهلية المعتمدة من قبل الفيفا؛ تنطبق بعض الاستثناءات المحدودة. وقد يحمل اللاعبون أكثر من جنسية لا تعترف بها الفيفا.
| الرقم | البلد   | المركز | اللاعب                                           |
| ----- | ------- | ------ | ------------------------------------------------ |
| 26    | إسبانيا | وسط    | ألبرتو ديل مورال                                 |
| 27    | إسبانيا | مهاجم  | دييغو كولادو                                     |
| 28    | إسبانيا | وسط    | كارلو أدريانو                                    |
| 31    | أندورا  | حارس   | إكير ألفاريز                                     |
| 32    | إسبانيا | وسط    | Antonio Pacheco ‏                                 |
| 33    | السنغال | مدافع  | مامادو فال (على سبيل الإعارة من نادي لوس أنجلوس) |
| 34    | إسبانيا | مهاجم  | فير نينو                                         |

| الرقم | البلد   | المركز | اللاعب              |
| ----- | ------- | ------ | ------------------- |
| 36    | إسبانيا | مدافع  | Dani Tasende        |
| 37    | إسبانيا | مدافع  | أدريان دي لا فيوينت |
| 38    | إسبانيا | مدافع  | Marcos Sánchez      |
| 40    | فرنسا   | مهاجم  | هيثم حسن            |
| 43    | إسبانيا | مهاجم  | خورخي باسكوال       |
| 45    | إسبانيا | حارس   | Gianni Cassaro      |

### المٌعارون
تنتهي إعارة جميع اللاعبين في 30 يونيو 2023.
ملاحظة: تشير الأعلام إلى المنتخب بحسب قواعد الأهلية المعتمدة من قبل الفيفا؛ تنطبق بعض الاستثناءات المحدودة. وقد يحمل اللاعبون أكثر من جنسية لا تعترف بها الفيفا.
| الرقم | البلد   | المركز | اللاعب                      |
| ----- | ------- | ------ | --------------------------- |
|       | إسبانيا | وسط    | إيفان مارتين (إلى جيرونا)   |
|       | إسبانيا | وسط    | Manu Morlanes (إلى مايوركا) |
|       | إسبانيا | وسط    | Rodri (إلى ألباسيتي)        |

| الرقم | البلد   | المركز | اللاعب                             |
| ----- | ------- | ------ | ---------------------------------- |
|       | إسبانيا | وسط    | فيسنتي إيبورا (إلى ليفانتي)        |
|       | السنغال | مهاجم  | بولايي ديا (إلى ساليرنيتانا)       |
|       | هولندا  | مهاجم  | أرنو دانجوما (إلى توتنهام هوتسبير) |

## سجل اللعب

### الاكثر ظهورًا
| ترتيب | اللاعب             | السنوات                         | لا ليغا | الكأس | أوروبا | المجموع |
| ----- | ------------------ | ------------------------------- | ------- | ----- | ------ | ------- |
| 1     | مانو تريغيروس      | 2012–حتى الآن                   | 349     | 34    | 68     | 452     |
| 2     | برونو سوريانو      | 2006–2020                       | 324     | 29    | 72     | 425     |
| 3     | ماريو غاسبار       | 2009–2022                       | 337     | 26    | 61     | 424     |
| 4     | ماركوس سينا        | 2002–2013                       | 292     | 16    | 55     | 363     |
| 5     | سانتي كازورلا      | 2004–2006; 2007–2011; 2018–2020 | 251     | 20    | 63     | 334     |
| 6     | روبين غارسيا       | 2006–2014                       | 259     | 21    | 47     | 327     |
| 7     | رودولفو أروابارينا | 2000–2007                       | 219     | 13    | 52     | 284     |
| 8     | خاومي كوستا        | 2012–2019; 2020–2021            | 211     | 19    | 37     | 267     |
| 8     | Pascual Donat ‏     | 1992–2000                       | 237     | 30    | 0      | 267     |
| 9     | خافي فينتا         | 2002–2010; 2012–2013            | 197     | 15    | 48     | 260     |
| 10    | سيرجيو أسينخو      | 2013–2022                       | 228     | 10    | 20     | 258     |

### الهدافون
اعتباراً من 20 فبراير 2023
| ترتيب | اللاعب             | السنوات                             | لا ليغا  | الكأس   | أوروبا  | الجموع    | نسبة |
| ----- | ------------------ | ----------------------------------- | -------- | ------- | ------- | --------- | ---- |
| 1     | جيرارد مورينو      | 2012–2013؛ 2014–2015؛ 2018–حتى الآن | 74 (175) | 12 (17) | 19 (41) | 105 (233) | 0.45 |
| 2     | جوسيبي روسي        | 2007–2012                           | 54 (136) | 7 (15)  | 21 (41) | 82 (192)  | 0.43 |
| 3     | Adriano García     | 1986–1987; 1988–1990; 1991–1993     | 69 (148) | 6 (16)  | 0 (0)   | 75 (164)  | 0.46 |
| 4     | دييغو فورلان       | 2004–2007                           | 54 (106) | 1 (7)   | 4 (15)  | 59 (128)  | 0.46 |
| 5     | سانتي كازورلا      | 2004–2006; 2007–2011; 2018–2020     | 40 (251) | 6 (20)  | 11 (63) | 57 (334)  | 0.17 |
| 6     | سيدريك باكامبو     | 2015–2017                           | 31 (75)  | 4 (5)   | 12 (25) | 47 (105)  | 0.45 |
| 7     | خوان رومان ريكيلمي | 2003–2006                           | 36 (106) | 1 (4)   | 8 (35)  | 45 (145)  | 0.31 |
| 8     | فكتور فرنانديز     | 2000–2004                           | 39 (131) | 2 (10)  | 3 (26)  | 44 (167)  | 0.26 |
| 9     | كارلوس باكا        | 2017–2021                           | 28 (110) | 8 (13)  | 7 (22)  | 43 (145)  | 0.3  |
| 10    | صامويل تشوكويزي    | 2018–حتى الآن                       | 21 (145) | 9 (14)  | 7 (38)  | 37 (197)  | 0.19 |

## المدربون
- عثمان بنديزو (1 يوليو 1992 – 15 مارس 1993)
- كارلوس سيمون (18 مارس 1993 – 26 فبراير 1995)
- فيدل أوريارت (27 فبراير 1995 – 29 أكتوبر 1995)
- دايفيد فيدال (5 نوفمبر 1995 – 30 يونيو 1996)
- خافيير سبيراتيس (1 يوليو 1996 – 27 يناير 1997)
- خوسيه أنطونيو إيروغوي  [لغات أخرى]‏ (2 فبراير 1997 – 30 يونيو 1999)
- خواكين كاباروس (1 يوليو 1999 – 4 أكتوبر 1999)
- فرنسيسكو غارسيا (5 أكتوبر 1999 – 30 يونيو 2000)
- فيكتور مونيوز (1 يوليو 2000 – 11 سبتمبر 2002)
- بينيتو فلورو (17 سبتمبر 2002 – 23 فبراير 2004)
- فرنسيسكو غارسيا (24 فبراير 2004 – 30 يونيو 2004)
- مانويل بيليغريني (1 يوليو 2004 – 30 يونيو 2009)
- إرنستو فالفيردي (1 يوليو 2009 – 31 يناير 2010)
- خوان كارلوس غاريدو (1 فبراير 2010 – 21 ديسمبر 2011)
- خوسيه فرانسيسكو مولينا (22 ديسمبر 2011 – 18 مارس 2012)
- ميغيل انخيل لوتينا (19 مارس 2012 – 30 يونيو 2012)
- خوليو فيلازكيز (1 يوليو 2012 – 13 يناير 2013)
- مارسيلينو غارسيا تورال (15 يناير 2013 – 10 أغسطس 2016)
- فران إسكريبا (11 أغسطس 2016 – 25 سبتمبر 2017)
- خافيير كاييخا (25 سبتمبر 2017 – 10 ديسمبر 2018)
- لويس غارسيا (10 ديسمبر 2018 – 29 يناير 2019)
- خافيير كاييخا (29 يناير 2019 – 20 يوليو 2020)
- أوناي إيمري (23 يوليو 2020 – 24 أكتوبر 2022)
- كيكي سيتين (25 أكتوبر 2022 – الحالي)

## وصلات خارجية
- الموقع الرسمي
- نشيد النادي على يوتيوب